# Excoecaria obtusa
Excoecaria obtusa là một loài thực vật có hoa trong họ Đại kích. Loài này được Merr. mô tả khoa học đầu tiên năm 1912 publ. 1913.